# سیمونه داوی
سیمونه داوی (انگلیسی: Simone Davi؛ زادهٔ ۱۶ سپتامبر ۱۹۹۹) بازیکن فوتبال اهل ایتالیا است که در حال حاضر برای باشگاه فوتبال سودتیرول بازی می‌کند. 